# Corona all'antica

Corona all'antica d'oro, di sette punte visibili

In araldica è detta corona all'antica (ma anche corona antica o corona radiata) il cerchio d'oro sormontato da 12 punte aguzze a rappresentare i mesi dell'anno, di cui solo 7 visibili. In qualche caso le punte visibili sono solo 5 o 3. Una corona di questo tipo compare in medaglie di Caligola, Traiano o Marco Aurelio come simbolo di divinità poiché pare formata da raggi.
La corona all'antica compare spesso come decorazione dell'aquila coronata.

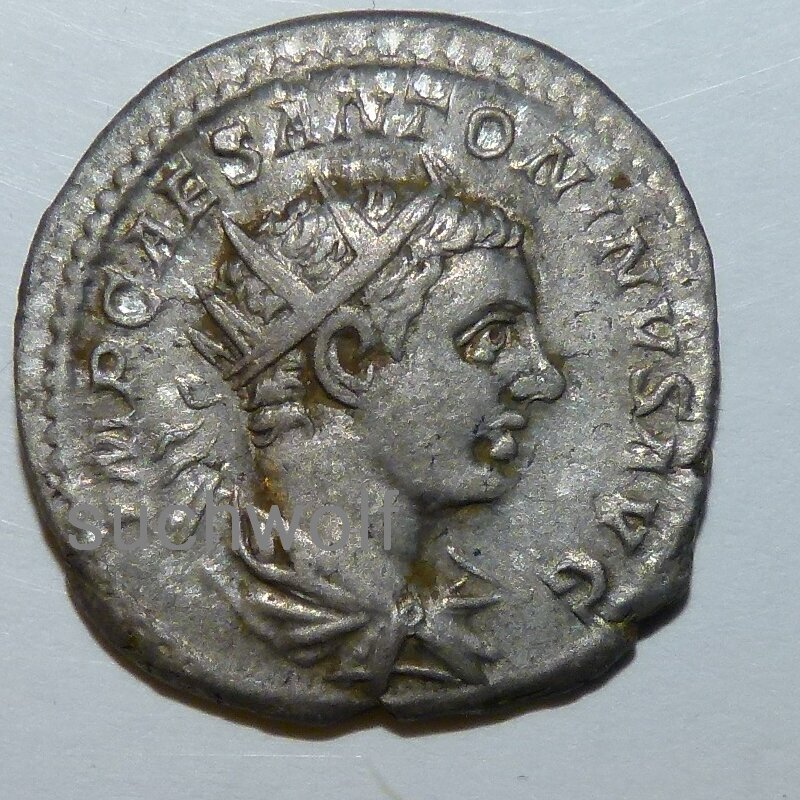
Moneta romana con Marco Aurelio coronato
Colonne sormontate da una corona all'antica (Brindisi)
Castello sormontato da una corona all'antica (Jerago con Orago)
Una spada ed uno scettro decussati, sormontati da una corona all'antica (Ragoli)
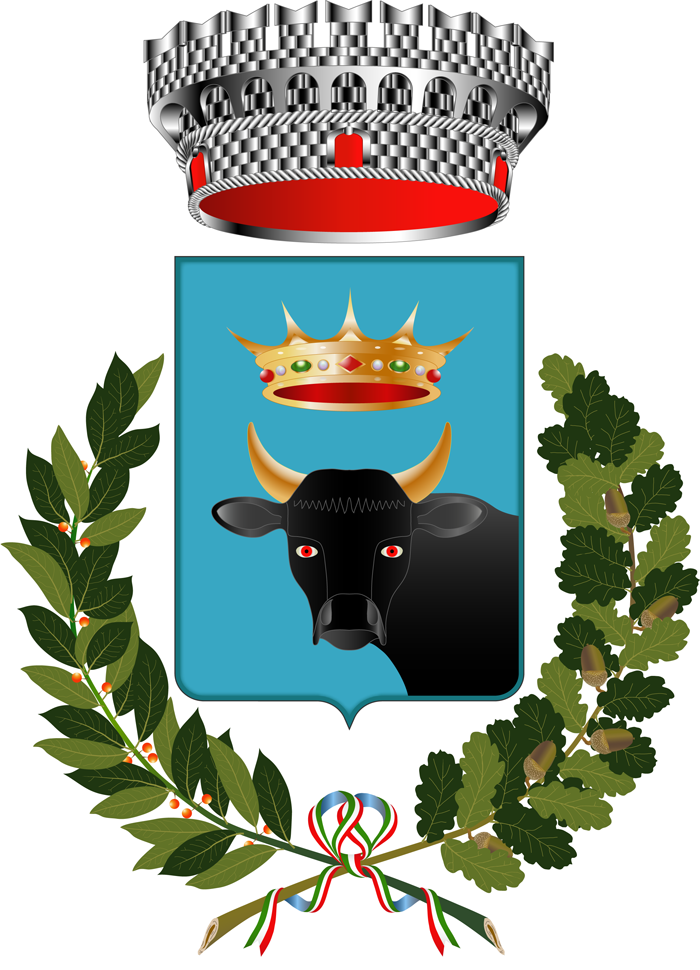
Corona all'antica (5 punte visibili) (Torella dei Lombardi)
Corona all'antica tenuta da uno scorpione (Provincia di Taranto)
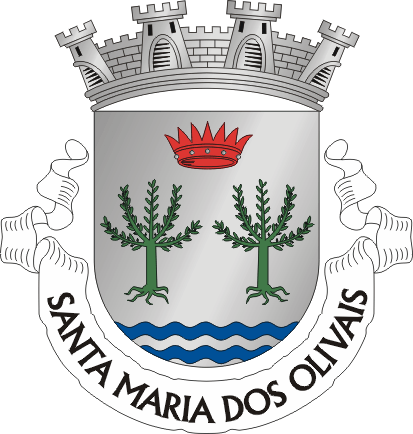
Corona all'antica di rosso (Olivais, Portogallo)
Aquila bicipite coronata da una corona all'antica (5 punte visibili) (San Leo)